# ديك أيرز
ديك أيرز (بالإنجليزية: Dick Ayers)‏ هو فنان قصص مصورة أمريكي، ولد في 28 أبريل 1924 في أوسينينغ في الولايات المتحدة، وتوفي في 4 مايو 2014 في وايت بلينس في الولايات المتحدة.

## وصلات خارجية
- الموقع الرسمي